# Madrid Metro
Madrid Metro (tiếng Tây Ban Nha: Metro de Madrid) là một hệ thống tàu điện metro phục vụ thành phố Madrid, thủ đô của Tây Ban Nha. Hệ thống tàu điện metro dài thứ 8 trên thế giới, mặc dù vùng đô thị Madrid có dân số khoảng thứ 50 trên thế giới. Mức tăng trưởng nhanh chóng của hệ thống metro Madrid trong 20 năm qua cũng đã đặt hệ thống này thuộc trong nhóm những mạng metro phát triển nhanh nhất trên thế giới, sánh với nhiều thành phố lớn của châu Á như tàu điện ngầm Thượng Hải, tàu điện ngầm Quảng Châu, tàu điện ngầm Bắc Kinh hoặc Delhi Metro. Không giống như quy tắc đường bộ và đường sắt giao thông bình thường ở Tây Ban Nha, tàu của Madrid Metro chạy bên trái chạy trên tất cả các dòng vì lý do lịch sử. Madrid Metro hoạt động hàng ngày từ 6 giờ sáng cho đến 1h30 đêm.